# Euphausia diomedeae
Euphausia diomedeae is een krillsoort uit de familie van de Euphausiidae. De wetenschappelijke naam van de soort is voor het eerst geldig gepubliceerd in 1894 door Ortmann.